# Trachymene scapigera
Trachymene scapigera är en flockblommig växtart som först beskrevs av Karel Domin, och fick sitt nu gällande namn av Brian Laurence Burtt. Trachymene scapigera ingår i släktet Trachymene och familjen flockblommiga växter. Inga underarter finns listade i Catalogue of Life.

## Bildgalleri

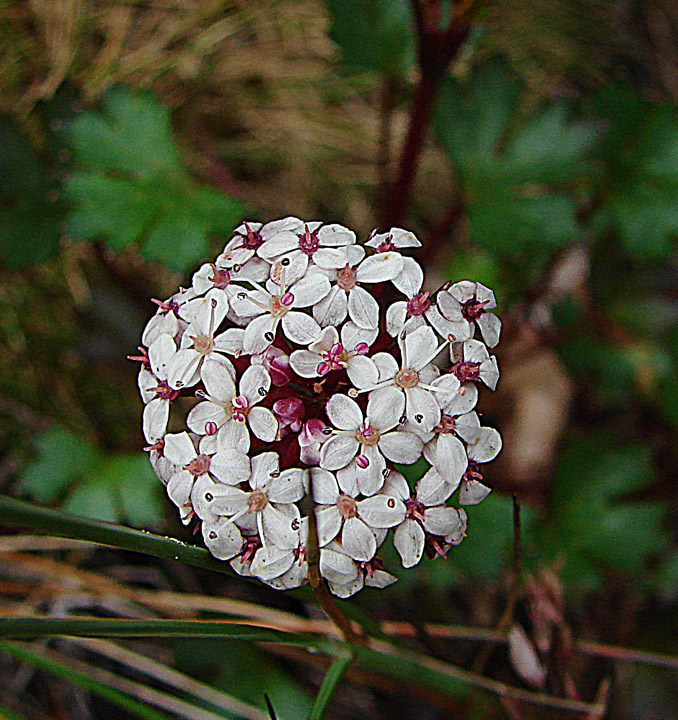